# Nacionalismo salvadoreño

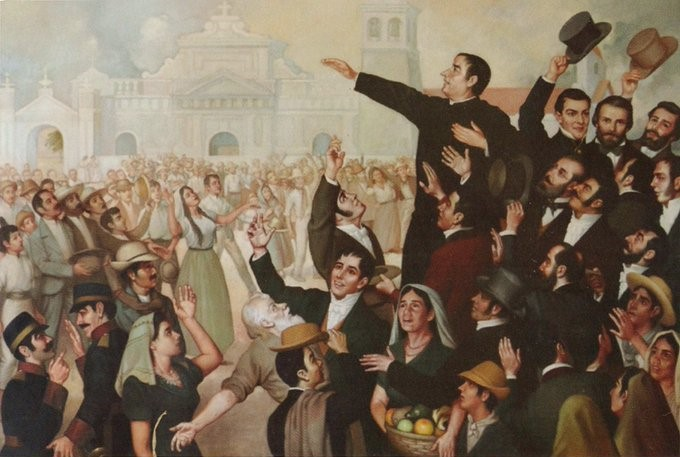
Proclama de libertad (indep. Centroamérica)

Se conoce como nacionalismo salvadoreño a la corriente ideológica que exalta el orgullo patriótico y la identidad nacional de El Salvador. Surge con la Independencia de Centroamérica (1821) y se reforzó cuando San Salvador resistió la anexión al Primer Imperio Mexicano en 1822–1823. La provincia de San Salvador se opuso a la anexión propuesta por Agustín de Iturbide, lo que desató un enfrentamiento armado que concluyó con la caída de Iturbide y la disolución del imperio en 1823.

## Orígenes independentistas y la rebelión contra el Imperio Mexicano (1822–1823)
El nacionalismo salvadoreño tiene raíces tempranas que se remontan al proceso de independencia de Centroamérica en el siglo XIX. En el Salvador (1811), los curas, El Padre de la Patria salvadoreño Dr Matías Delgado y Nicolás Aguilar, los dos hermanos de este, así como  Don Juan Manuel Rodríguez, General Manuel José Arce y Fagoaga y Dr Jose Simeon Cañas; fueron los primeros promotores de la independencia en Centroamérica, haciendo estallar una conspiración contra el intendente de la provincia, Antonio Gutiérrez Ulloa. Sin embargo, este movimiento revolucionario, secundado poco después en Nicaragua, no tuvo éxito alguno. abrió paso para el movimiento independentista cual culminó el 15 de septiembre de 1821, las provincias del antiguo Reino de Guatemala —incluyendo San Salvador— proclamaron su independencia del Imperio Español. Sin embargo, pocos meses después, en enero de 1822, las autoridades de Ciudad de Guatemala declararon la anexión de las provincias centroamericanas al Primer Imperio Mexicano encabezado por Agustín de Iturbide, sin el consenso pleno de todas las provincias.
San Salvador fue una de las pocas provincias que se opusieron abiertamente a dicha anexión. La élite criolla local, junto con sectores populares, consideraban que esta unión forzada con México vulneraba su autodeterminación y amenazaba con subyugar sus intereses políticos y económicos a un poder monárquico y distante. Esta resistencia se manifestó tanto en términos políticos como militares, dando lugar a una rebelión armada en defensa de su autonomía.
El gobierno de San Salvador, liderado por figuras como Manuel José Arce y otros miembros de la Junta Consultiva, rechazó acatar la anexión y se proclamó en abierta rebelión. En respuesta, tropas imperialistas mexicanas, apoyadas por autoridades guatemaltecas leales a Iturbide, marcharon hacia El Salvador. Lo que siguió fue un conflicto breve pero intenso entre las fuerzas salvadoreñas y mexicanas en 1822 y 1823, destacando batallas como las de Mejicanos y San Pedro Perulapán.
Los líderes salvadoreños argumentaban que la soberanía debía residir en los pueblos, no en imposiciones externas, articulando así uno de los primeros discursos proto-nacionalistas del país. Este momento histórico es considerado por muchos historiadores como la primera afirmación del nacionalismo salvadoreño, ya que se expresó en la defensa armada de la autonomía territorial y la autodeterminación política frente a un imperio extranjero.
La rebelión concluyó en marzo de 1823 con la abdicación de Agustín de Iturbide y la caída del Imperio Mexicano. Posteriormente, en julio del mismo año, se proclamó la independencia absoluta de Centroamérica y se fundó la Federación de las Provincias Unidas del Centro de América. La resistencia de San Salvador no solo fue crucial para evitar la consolidación del dominio mexicano en la región, sino que también consolidó una identidad local en torno a la defensa de la soberanía y la autodeterminación, elementos clave del nacionalismo salvadoreño.

### Batalla de Llano El Espino

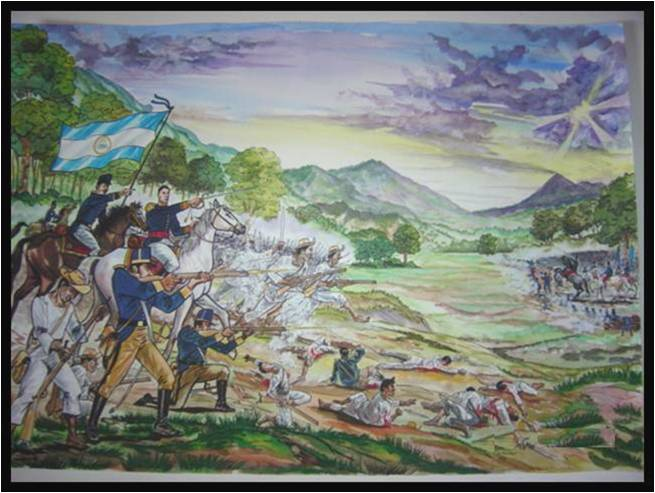
Batalla de Llano El Espino

Uno de los episodios más emblemáticos de la resistencia salvadoreña contra el Imperio Mexicano ocurrió en el paraje conocido como Llano El Espino, ubicado en el actual departamento de Usulután. En este sitio se libró una de las primeras batallas campales entre las fuerzas leales a la Junta de Gobierno de San Salvador y las tropas enviadas por el Imperio Mexicano, comandadas por Manuel Arzú.
La batalla se desarrolló en octubre de 1822, cuando los imperialistas avanzaban desde Guatemala hacia el oriente salvadoreño con el objetivo de someter por la fuerza a los rebeldes. Las milicias salvadoreñas, compuestas en su mayoría por campesinos y voluntarios locales, ofrecieron resistencia organizada en Llano El Espino, aprovechando su conocimiento del terreno y el fervor patriótico que animaba la causa de la soberanía provincial.
Aunque las fuerzas salvadoreñas fueron superadas en número y en recursos, su resistencia marcó un hito simbólico en la lucha por la autodeterminación. La defensa del Llano El Espino es recordada por algunos historiadores como el primer enfrentamiento formal de la nación salvadoreña contra un ejército extranjero tras la independencia de España, y como una expresión temprana del nacionalismo popular que más tarde influiría en la identidad republicana del país.
Actualmente, el lugar es considerado de relevancia histórica, aunque poco conmemorado a nivel oficial. Algunas propuestas de historiadores y autoridades locales han abogado por declarar a Llano El Espino como sitio de memoria nacional en reconocimiento a su papel en la resistencia fundacional del Estado salvadoreño.

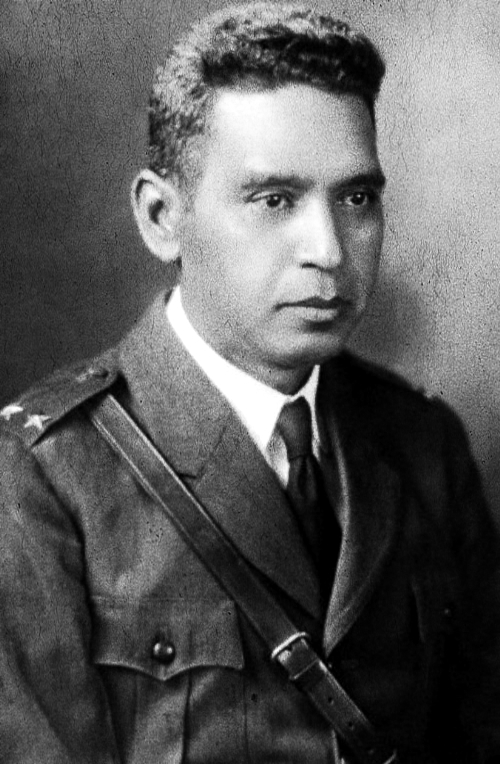
El presidente Maximiliano Hernández Martínez fue conocido por su nacionalismo católico y anticomunismo.

## Nacionalismo durante la dictadura (1931–1944)
Durante la dictadura del general Maximiliano Hernández Martínez, el nacionalismo fue una herramienta central del régimen para consolidar el poder del Estado y promover una identidad unificada en torno a valores conservadores, autoritarios y espiritualistas. Tras el golpe de Estado de 1931, Hernández Martínez asumió el control del país e impuso un gobierno de facto con fuerte control militar y concentración del poder ejecutivo.
En 1933, fundó el Partido Nacional Pro-Patria (PNPP), concebido como instrumento de cohesión ideológica y administrativa del régimen. El partido promovía una visión de país basada en la obediencia al orden establecido, la exaltación de los símbolos patrios, la disciplina moral y la defensa contra influencias extranjeras, especialmente el comunismo. El lema del régimen fue Paz, orden, justicia y probidad, utilizado en propaganda oficial, discursos y actos cívicos.
El nacionalismo oficialista se articulaba con un fuerte discurso anticomunista, especialmente tras la insurrección campesina de 1932, conocida como La Matanza, en la que el gobierno reprimió violentamente un levantamiento liderado por indígenas y comunistas, con un saldo estimado de 10,000 muertos. Esta represión fue justificada desde el aparato estatal como una defensa de la patria contra “enemigos internos” que amenazaban la estabilidad y la soberanía nacional.
En el plano cultural, el régimen impulsó símbolos e instituciones nacionales. Se promovió la enseñanza obligatoria del Himno Nacional y el respeto a la bandera, así como la celebración del Día de la Raza como exaltación del mestizaje y la identidad nacional salvadoreña. Se fomentó una estética monumentalista en edificios públicos y plazas, con estatuas y emblemas que glorificaban la figura del “salvadoreño ideal”: trabajador, creyente, disciplinado y leal al gobierno.
El nacionalismo se extendió también al ámbito deportivo. En 1939, el gobierno organizó el primer campeonato nacional de fútbol, viendo en el deporte una forma de fortalecer la cohesión social y la lealtad a la nación. El fútbol se convirtió en una herramienta para canalizar el orgullo nacional y crear una narrativa de unidad más allá de las divisiones sociales.
Ideológicamente, el régimen de Hernández Martínez combinó elementos nacionalistas con creencias teosóficas y esotéricas. El general dictador era seguidor de doctrinas espiritualistas que influyeron en su percepción de la nación como un cuerpo moral guiado por principios superiores. Aunque esto no se traducía en una doctrina oficial, sí formó parte del imaginario nacionalista del régimen, dándole un carácter mesiánico y paternalista a su liderazgo.
El nacionalismo durante este período fue excluyente y represivo con las disidencias, pero dejó una huella duradera en la configuración del Estado moderno salvadoreño, al establecer un vínculo entre el orden autoritario, la identidad nacional y la unidad política bajo un proyecto centralizado.

## La Guerra de las Cien Horas (1969)
El nacionalismo resurgió con fuerza en julio de 1969 durante el conflicto con Honduras, conocido como la Guerra de Legítima Defensa o la Guerra del Fútbol. El gobierno salvadoreño presentó el conflicto como una defensa de la patria frente a agravios contra ciudadanos salvadoreños en Honduras. Se convocó entonces una Cruzada por la Dignidad Nacional, con participación de sectores sociales y discursos apelando al amor a la patria. La prensa exaltó los partidos de fútbol como encarnaciones del honor y orgullo nacional.

## Manifestaciones culturales y deportivas
El nacionalismo también se expresa en la cultura y el deporte. Desde 1977, el Himno Nacional de El Salvador se ejecuta obligatoriamente antes de todo evento deportivo de trascendencia. El Salvador participó en los mundiales de fútbol de 1970 y 1982, generando orgullo nacional. Desde la década de 1930, el gobierno promovió el deporte como medio de integración nacional.

## Nacionalismo en la era contemporánea

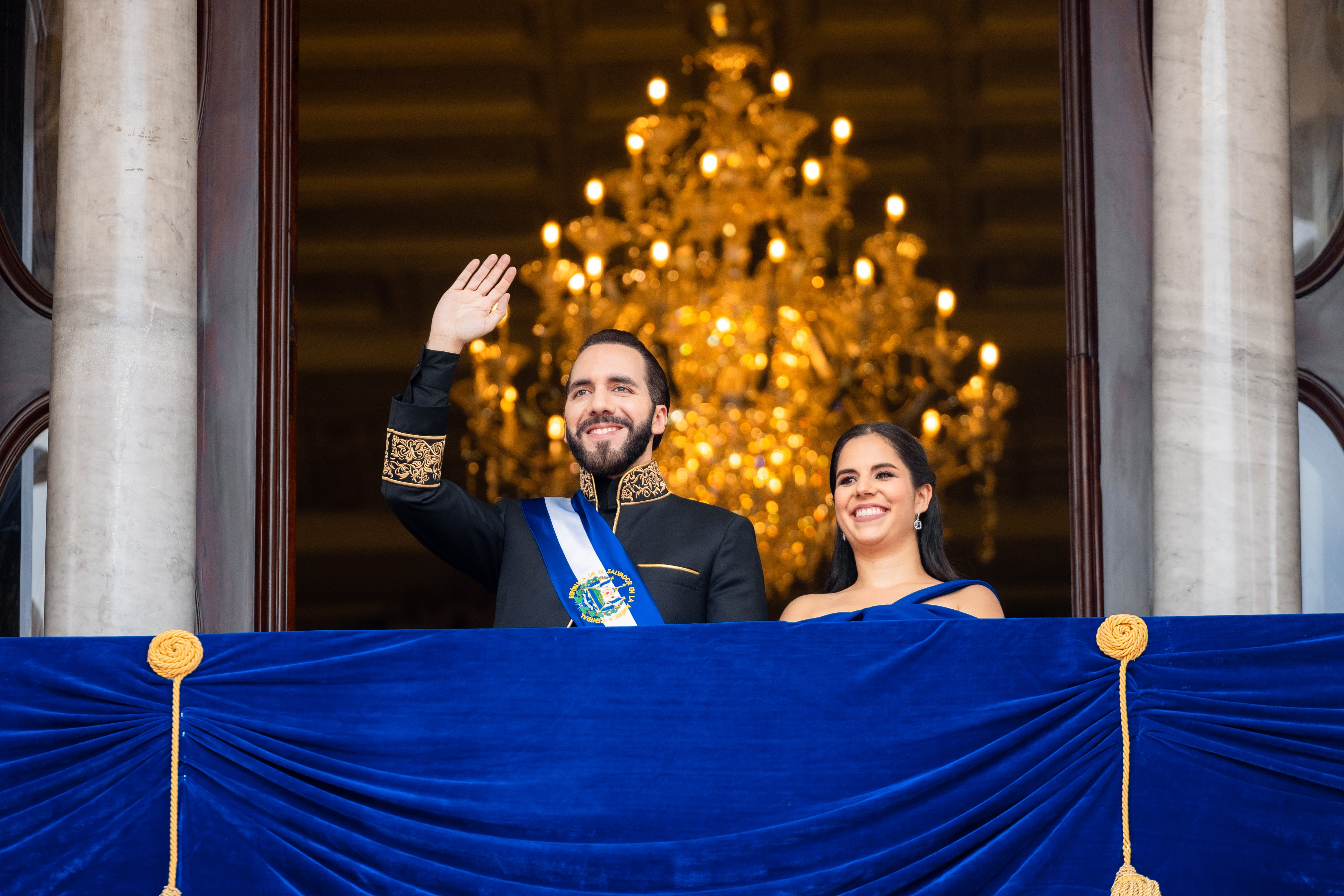
Nayib Bukele y Gabriela de Bukele en Palacio Nacional

En el siglo XXI, el nacionalismo resurge vinculado a la seguridad y soberanía. El gobierno de Nayib Bukele ha enmarcado la lucha contra las pandillas como una cruzada patriótica por recuperar el territorio nacional. Analistas han señalado que Bukele moviliza un nacionalismo orgulloso y desafiante para consolidar apoyo popular. Partidos como la Fraternidad Patriota Salvadoreña (FPS), de corte conservador, también han adoptado un discurso patriótico centrado en soberanía y valores tradicionales.